# G. Lloyd Spencer

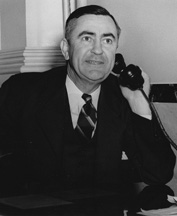
G. Lloyd Spencer

George Lloyd Spencer (* 27. März 1893 in Sarcoxie, Jasper County, Missouri; † 14. Januar 1981 in Hope, Arkansas) war ein US-amerikanischer Politiker (Demokratische Partei), der den Bundesstaat Arkansas im US-Senat vertrat.
Der in Missouri geborene Lloyd Spencer zog mit seiner Familie im Jahr 1902 nach Okolona in Arkansas. Er besuchte dort die öffentlichen Schulen sowie die Peddie School in Hightstown (New Jersey), ehe er seine Ausbildung am Henderson College in Arkadelphia (Arkansas) abschloss. Während des Ersten Weltkrieges diente er als Seemann in der US Navy. Zwischen 1931 und 1943 gehörte er die Navy-Reserve an und bekleidete dort den Rang eines Lieutenant Commander.
Spencer, der seit 1921 in der Stadt Hope lebte und dort im Bankgewerbe sowie in der Landwirtschaft tätig war, wurde am 1. April 1941 ohne vorherige politische Erfahrung von Gouverneur Homer Martin Adkins zum US-Senator ernannt. In Washington, D.C. trat er die Nachfolge des zurückgetretenen John E. Miller an und verblieb dort bis zum 3. Januar 1943. Bei der folgenden Wahl kandidierte er nicht mehr; stattdessen meldete er sich zum Kriegsdienst in der US Navy.
Nach Kriegsende kehrte Spencer auch nicht mehr auf die politische Bühne zurück. Er wurde Direktor der Arkansas-Louisiana Gas Company mit Sitz in Shreveport (Louisiana) und war auch in führender Position für den Southwest Arkansas Water District tätig. Außerdem fungierte er als Vizepräsident der Red River Valley Association für Arkansas sowie als Präsident der First National Bank of Hope.